# Pietro Zeno
Pietro (o Piero) Zeno (fallecido en 1345) fue un mercenario y explorador veneciano.

## Origen y descendencia
Descendiente de la noble familia veneciana de los Zeno (o Zen) fue apodado el «Dragón», debido a la figura de un dragón que portaba en su escudo. Se casó en 1326 con Agnese Dandolo y tuvo una numerosa prole, de hecho, a su muerte, dejó un total de 10 hijos entre hombres y mujeres, entre los que deben mencionarse al almirante Carlo Zeno y a los navegantes Nicolò y Antonio.

## Condotiero
En 1330, fue nombrado por la República de Venecia, administrador de la flota en las aguas del mar Egeo, donde combatió a los piratas turcos y liberó sus mares de sus peligros.
En 1334, fue enviado por la República de Venecia en una expedición contra los turcos, y se incorporó con 8 galeras francesas dirigidas por Jean de Chepoy, 10 galeras de los Caballeros Hospitalarios y otra chipriota. Interceptó 200 barcos del turco Iakhscho, gobernante de Mármara, y hermano Demir Khan, gobernante de Sinope. Las flotas se enfrentaron cerca de Esmirna, donde Chepoy y Zeno registraron una victoria sobre sus rivales con el siguiente balance: 50 navíos turcos fueron capturados o hundidos y 5000 turcos fueron muertos en combate. En 1335, asumió el mando de la flota veneciana. Pietro zarpó de Venecia con más de 100 barcos y se enfrentó con los turcos en el Egeo, con lo que consiguió una nueva victoria sobre sus oponentes, y posteriormente desembarcó en Anatolia. En 1337, regresó a su patria y participó en la victoriosa expedición de Venecia, aliada con Florencia, contra los Scaligeri de Verona.
En 1343 asumió nuevamente el mando de la flota contra los turcos. Al frente de 15 galeras, se unió a una flota papal y genovesa compuesta por cuatro navíos. Conquistaron Esmirna, atacando y venciendo a la flota turca. Se le unieron a su armada barcos de Chipre y de los Caballeros Hospitalarios. Realizó por tercera vez un desembarco en la costa de Asia Menor y partió hacia la ciudad de Esmirna. Reconquistó la ciudad, pero esta fue sitiada inmediatamente por sus enemigos. Las tropas chipriotas y hospitalarias intentaron incendiar las máquinas de guerra utilizadas por los turcos que sitiaban la ciudad, pero los cristianos cayeron en una emboscada y fueron derrotados. Zeno y el almirante genovés Martino Zaccaria asistieron a los servicios religiosos en la catedral de la ciudad que realizaba el patriarca de Constantinopla, Enrique de Asti, pero cayeron en otra emboscada por parte de los turcos. Los miembros de la expedición murieron durante el ataque. Los cuerpos de Zeno y del patriarca Enrique fueron después transportados a la isla de Negroponte para ser enterrados. Sin embargo, el cronista Marin Sanudo, menciona que Zeno murió durante una batalla naval.